# ヤクシマアミバゴケ
ヤクシマアミバゴケ（Hattoria yakushimensis）は、ウロコゴケ目ツボミゴケ科の苔類。1属1種で、属名の Hattoria は、蘚苔学の発展に寄与した日本の植物学者、服部新佐への献名である。
和名が類似するヤクシマアミゴケ（Syrrhopodon yakushimensis）とは別種。

## 分布
三重県と屋久島、大隅半島で分布が確認されていたが、このうち大隅半島では絶滅したとされる。日本固有種であるとされていたが、2000年代になって中国から本種の生育が確認された。
常緑樹林の減少などによって生育地が消滅することが懸念されており、国際蘚苔類学会によってIUCNレッドリストの危急種に指定された。

## 保全状況評価
- VULNERABLE (IUCN Red List Ver. 2.3 (1994))
- 絶滅危惧I類 (CR+EN)（環境省レッドリスト）